# 田军利
田军利（1953年—），汉族，中华人民共和国政治人物、第十一届全国政协委员。
加入中国共产党，担任中国交响乐团党委书记、一级编剧。2008年，当选第十一届全国政协委员，代表文化艺术界，分入第二十八组。并担任教科文卫体委员会专委。